# Nastri d'argento 2024
Els Nastri d'argento 2024 foren la 79a edició de l'entrega dels premis Nastro d'Argento (Cinta de plata) que va tenir lloc el 27 de juny de 2024. Van tenir lloc al MAXXI - Museo nazionale delle arti del XXI secolo de Roma. Les nominacions es van anunciar el 7 de juny de 2023.
El Nastri d'argento - Grandi Serie es va celebrar l'1 de juny de 2024 al Teatre de la Cort del Palau Reial de Nàpols. Les candidatures es van anunciar el 9 de maig de 2024.

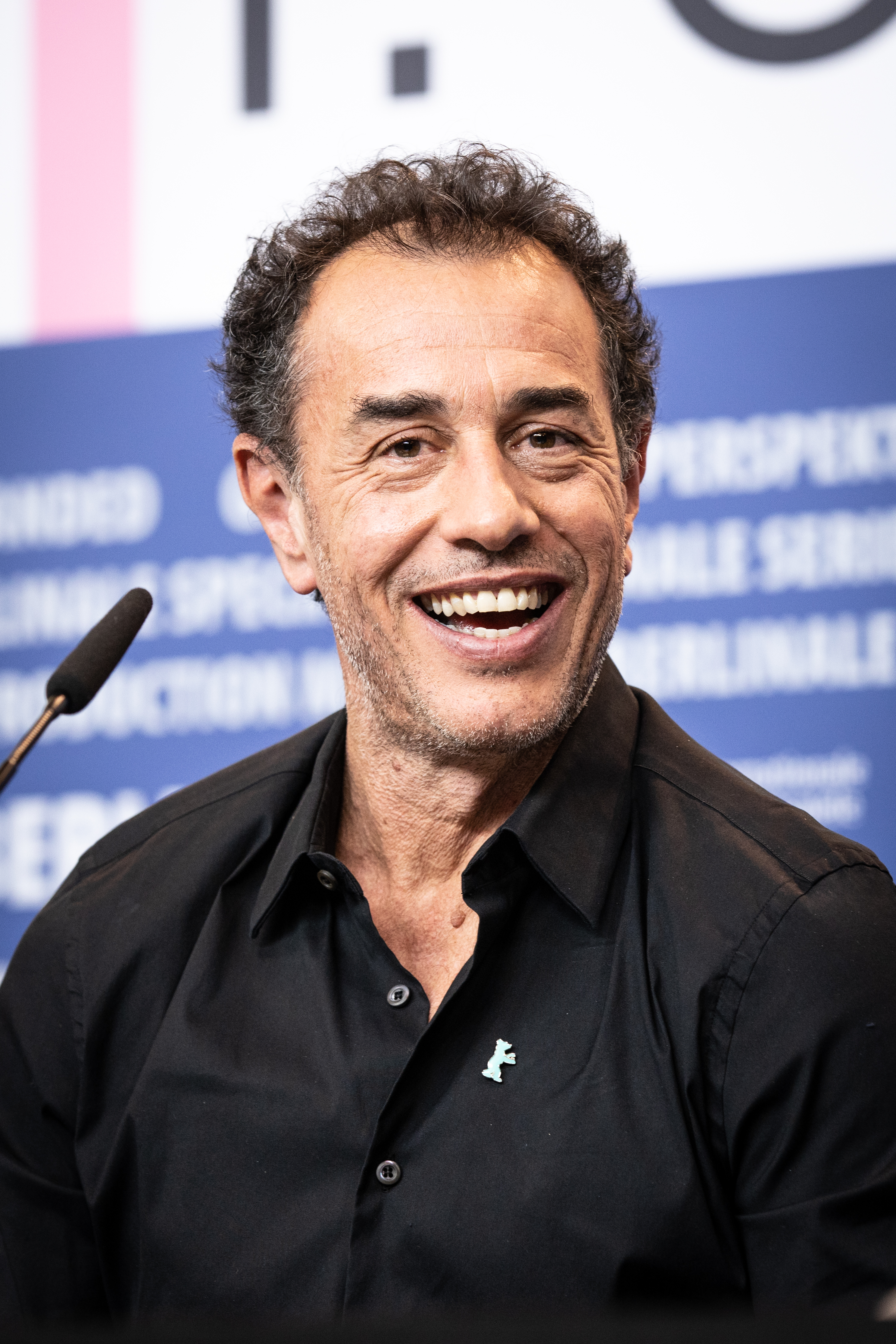
Matteo Garrone, millor director

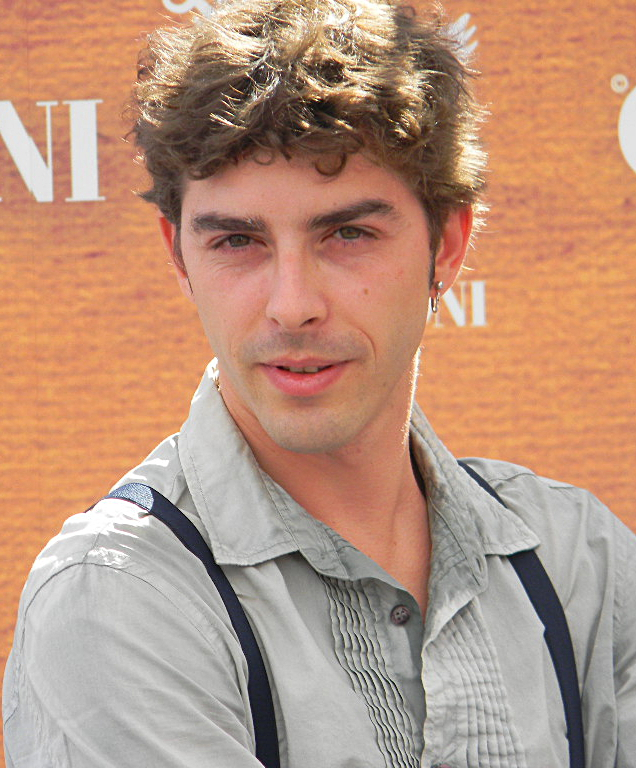
Michele Riondino, millor actor, millor guió i millor director novell

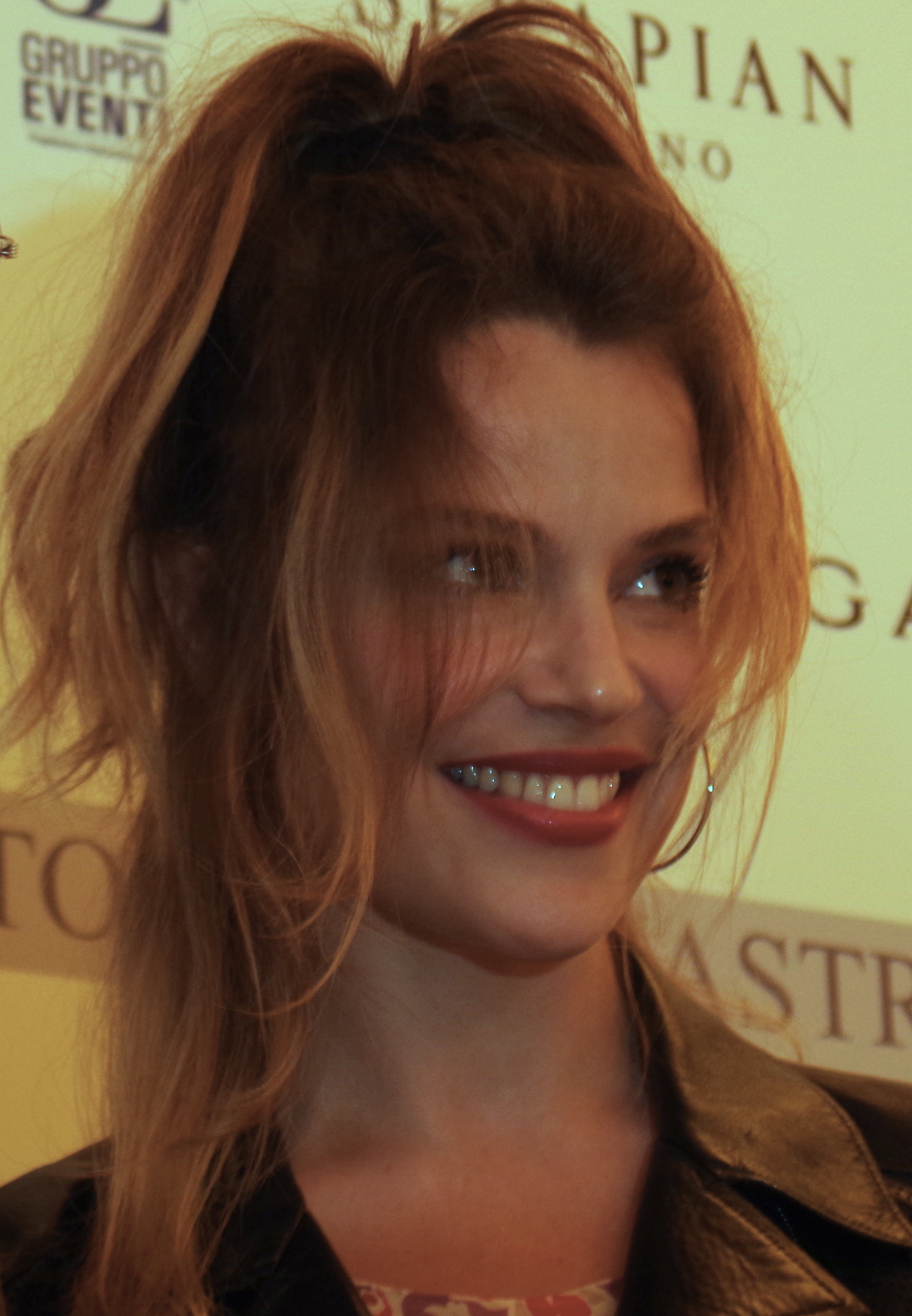
Micaela Ramazzotti, millor actriu

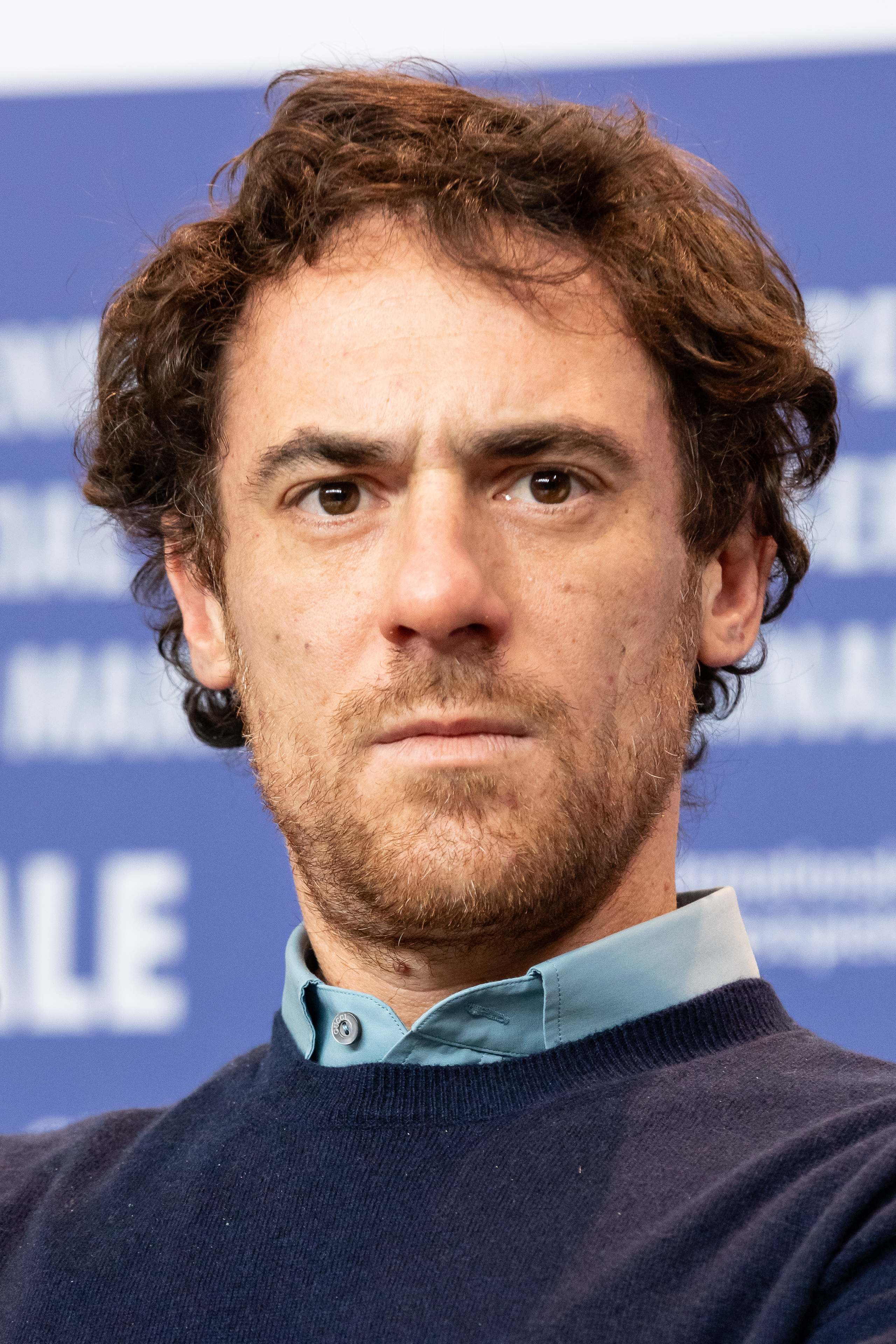
Elio Germano, millor actor secundari

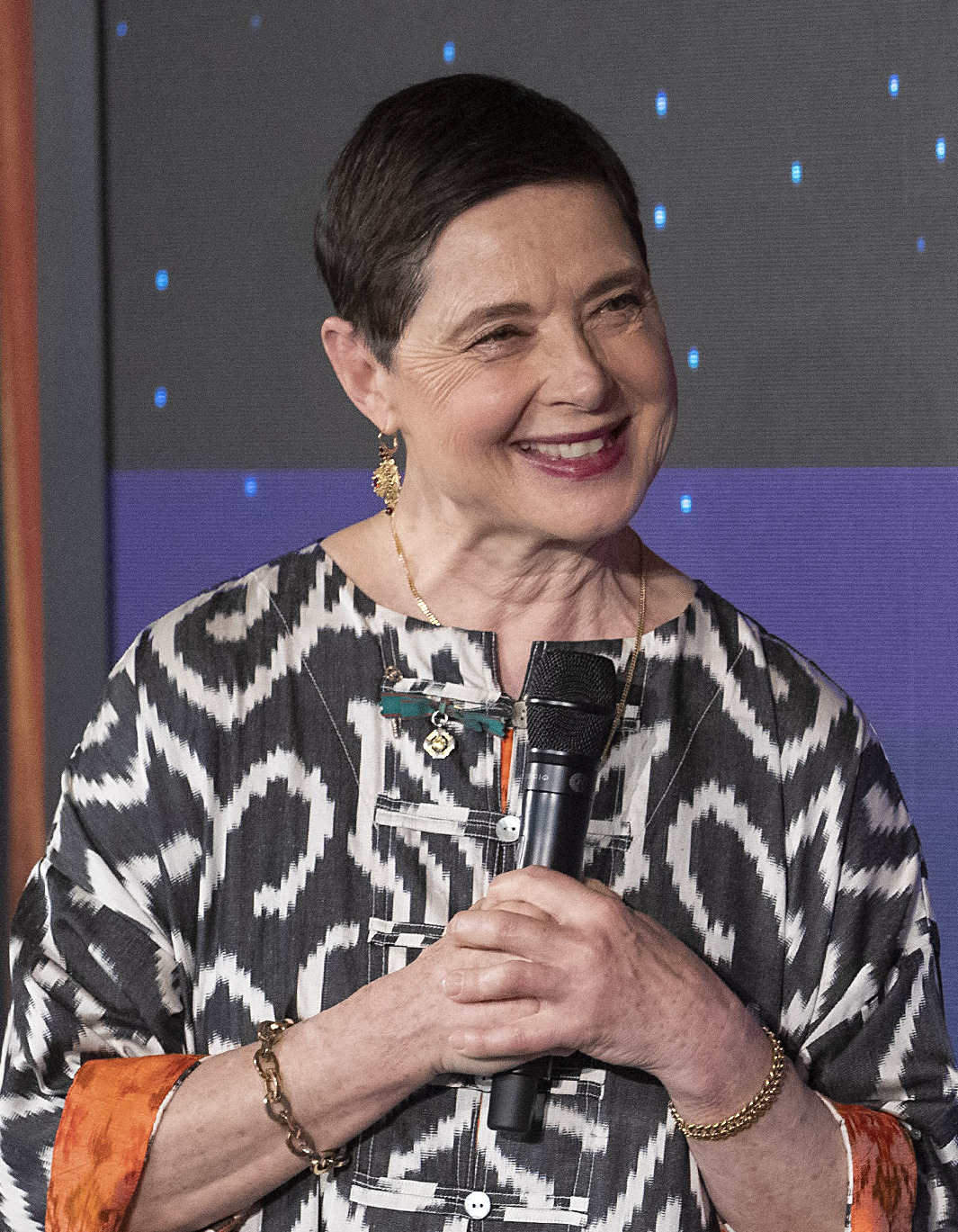
Isabella Rossellini, premi a la milor actriu secundària

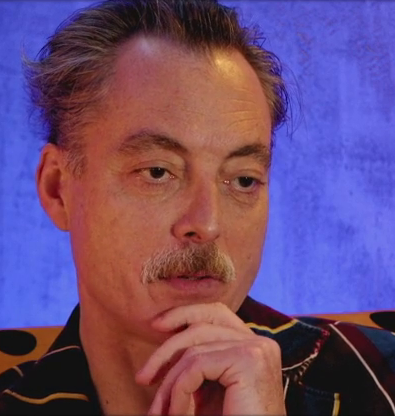
Maurizio Lombardi, millor actor de comèdia

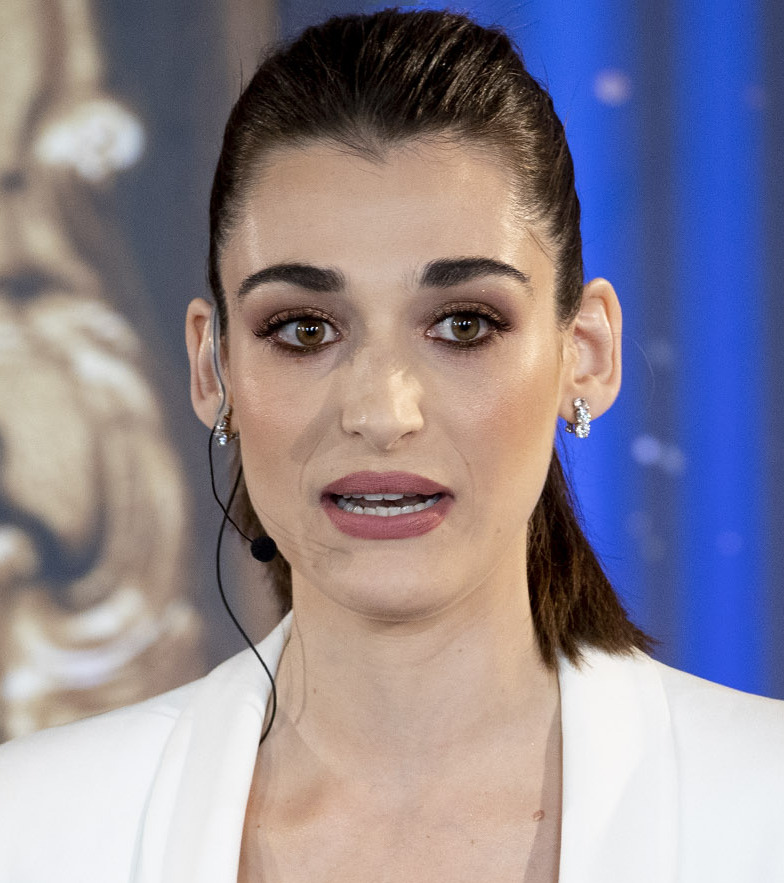
Pilar Fogliati, millor actriu de comèdia

## Guanyadors i candidats
Els guanyadors s'indiquen en negreta, seguits de la resta de candidats.

### Millor pel·lícula
- Io capitano, dirigida per Matteo Garrone
- Comandante, dirigida per Edoardo De Angelis
- La Chimera, dirigida per Alice Rohrwacher
- The Damned, dirigida per Roberto Minervini
- Confidenza, dirigida per Daniele Luchetti

### Millor director
- Matteo Garrone - Io capitano
- Pietro Castellitto - Enea
- Luca Guadagnino - Challengers
- Alice Rohrwacher - La Chimera
- Stefano Sollima - Adagio

### Millor director novell
- Michele Riondino - Palazzina Laf
- Neri Marcorè - Zamora
- Alain Parroni - Una sterminata domenica
- Lyda Patitucci - Come pecore in mezzo ai lupi
- Micaela Ramazzotti - Felicità
- Margherita Vicario - Gloria!

### Millor pel·lícula de comèdia
- Un mondo a parte, dirigida per Riccardo Milani
- Romeo è Giulietta, dirigida per Giovanni Veronesi
- Troppo azzurro, dirigida per Filippo Barbagallo
- Un altro ferragosto, dirigida per Paolo Virzì
- Volare, dirigida per Margherita Buy

### Millor argument
- Another End - Valentina Gaddi, Sebastiano Melloni, Piero Messina, Giacomo Bendotti (ex-aequo)
- Il punto di rugiada - Marco Risi, Riccardo De Torrebruna, Francesco Frangipane, Enrico Galiano (ex-aequo)
- Doppio passo - Lorenzo Borghini, Fabrizio Borghini, Cosimo Calamini, Daniele Minucci
- Patagonia - Tommaso Favagrossa iSimone Bozzelli
- Quell'estate con Irene - Carlo Sironi e Silvana Tamma

### Millor guió
- Palazzina Laf - Maurizio Braucci i Michele Riondino
- Confidenza - Daniele Luchetti i Francesco Piccolo
- Enea - Pietro Castellitto
- Io capitano - Matteo Garrone, Massimo Ceccherini, Massimo Gaudioso, Andrea Tagliaferri
- La Chimera - Alice Rohrwacher

### Millor actor protagonista
- Michele Riondino - Palazzina Laf
- Antonio Albanese - Cento domeniche
- Pierfrancesco Favino - Comandante
- Elio Germano - Confidenza
- Adriano Giannini - Adagio

### Millor actriu protagonista
- Micaela Ramazzotti - Felicità
- Simona Malato - Misericordia
- Alba Rohrwacher - Mi fanno male i capelli
- Isabella Ragonese - Come pecore in mezzo ai lupi
- Federica Rosellini - Confidenza

### Millor actor no protagonista
- Elio Germano - Palazzina Laf
- Sergio Castellitto - Enea
- Fabrizio Ferracane - Misericordia
- Sergio Rubini - Felicità
- Toni Servillo - Adagio

### Millor actriu no protagonista
- Isabella Rossellini - La Chimera
- Valentina Bellè - Lubo
- Margherita Buy - Dieci minuti
- Anna Ferraioli Ravel - Zamora
- Chiara Noschese - Enea

### Millor actor en una pel·lícula de comèdia
- Maurizio Lombardi - Romeo è Giulietta
- Antonio Bannò - La guerra del Tiburtino Terzo
- Andrea Carpenzano - Un altro ferragosto
- Gabriel Montesi e Riccardo Scamarcio - Sei fratelli
- Francesco Scianna - Cattiva coscienza

### Millor actriu en una pel·lícula de comèdia
- Pilar Fogliati - Romeo è Giulietta (ex-aequo)
- Virginia Raffaele - Un mondo a parte (ex-aequo)
- Anna Bonaiuto - Volare
- Sabrina Ferilli - Un altro ferragosto
- Matilde Gioli - Cattiva coscienza

### Millor fotografia
- Paolo Carnera - Io capitano i Adagio
- Clarissa Capellani - Misericordia
- Giuseppe Maio - Come pecore in mezzo ai lupi
- Ferran Paredes Rubio - Comandante
- Vladan Radovic - Te l'avevo detto

### Millor escenografia
- Laura Pozzaglio - Finalmente l'alba
- Dimitri Capuani - Io capitano
- Carmine Guarino - Comandante
- Paki Meduri - Adagio
- Massimiliano Nocente - Enea

### Millor vestuari
- Antonella Cannarozzi - Finalmente l'alba
- Loredana Buscemi - La Chimera
- Massimo Cantini Parrini - Mi fanno male i capelli
- Mary Montalto - Gloria!
- Ursula Patzak - Lubo

### Millor muntatge
- Marco Spoletini - Io capitano
- Marco Costa - Challengers
- Paola Freddi - Another End
- Julien Panzarasa - Palazzina Laf
- Giuseppe Trepiccione - Come pecore in mezzo ai lupi

### Millor so en directe
- Maricetta Lombardo - Io capitano
- Mauro Eusepi - Another End
- Valentino Gianni - Comandante
- Carlo Missidenti - Confidenza
- Gaetano Carito - Finalmente l'alba

### Millor banda sonora
- Margherita Vicario i Dade - Gloria!
- Niccolò Contessa - Enea
- Andrea Farri - Io capitano
- Pivio e Aldo De Scalzi - Diabolik - Chi sei?
- Subsonica - Adagio

### Millor cançó
- La mia terra (música, lletra i interpretació di Diodato) - Palazzina Laf
- Adagio - (música, lletra i interpretació de Subsonica) - Adagio
- Io non sono qui (música de Pivio e Aldo De Scalzi, lletra de Nelson, interpretada per Raiz) - Diabolik - Chi sei?
- La vita com'è (música, lletra i interpretació de Brunori Sas) - Il più bel secolo della mia vita
- Ribellati e vai! (música de David Rhodes, lletra de David Rhodes i Roddy Doyle, interpretada per Matilda De Angelis, adaptació a l’italià de Bruno Tognolini i Gianclaudia Franchini) - A Greyhound of a Girl

### Millor director de càsting
- Francesco Vedovati - Enea, Io capitano
- Dario Ceruti - Palazzina Laf
- Gabriella Giannattasio i Marco Matteo Donat-Cattin - Comandante
- Maurilio Mangano - Misericordia
- Chiara Polizzi - La Chimera

### Premis especials

#### Nastro d'argento de l'any
- C'è ancora domani, dirigida per Paola Cortellesi[4]

#### Nastro d'argento especial
- Christian De Sica[5]
- Carlo Verdone[5]
- Giulio Base - À la Recherche

#### Nastro d'argento al debut especial
- Seydou Sarr - Io capitano
- Moustapha Fall - Io capitano

#### Premi Guglielmo Biraghi
- Rebecca Antonaci - Finalmente l'alba
- Francesco Centorame - C'è ancora domani
- Alessandro Fella - Il punto di rugiada
- Yile Yara Vianello - La chimera, La bella estate

#### Premi Graziella Bonacchi
- Gianmarco Franchini - Adagio

#### Premi Fondazione Claudio Nobis
- Catrinel Menghia - Girasoli

#### Premi Nuovo Imaie
- Ludovica Martino - Il mio posto è qui
- Marco Leonardi- Il mio posto è qui

#### Premi Persol al personatge de l'any
- Vinicio Marchioni

#### Premi Wella per la imatge
- Catrinel Menghia

#### Premi HamiltonBehind the camera- Nastri d'Argento
- Brando De Sica - Mimì - Il principe delle tenebre
- Domenico Cuomo - Mimì - Il principe delle tenebre

#### Nastro d'argento SIAE pel guió
- Alain Parroni, Giulio Pennacchi e Beatrice Puccilli - Una sterminata domenica

#### Premi BNL BNP Paribas
- Gloria!, dirigida per Margherita Vicario

#### Nastro d'argento especial càsting director 10 anys
- Laura Muccino

## Nastri d'argento - Grandi Serie
Els guanyadors s'indiquen en negreta, seguits de la resta de candidats.

### Millor sèrie de televisió - Crim
- IL Re, dirigida per Giuseppe Gagliardi
- I bastardi di Pizzofalcone, dirigida per Monica Vullo e Riccardo Mosca
- Il clandestino, un investigatore a Milano, dirigida per Rolando Ravello
- Il metodo Fenoglio - L'estate fredda, dirigida per Alessandro Casale
- Monterossi - La serie, dirigida per Roan Johnson

### Millor sèrie de televisió - Drama
- I leoni di Sicilia, dirigida per Paolo Genovese
- A casa tutti bene - La serie, dirigida per Gabriele Muccino
- La lunga notte - La caduta del Duce, dirigida per Giacomo Campiotti
- Supersex, dirigida per Matteo Rovere, Francesco Carrozzini, Francesca Mazzoleni
- Un'estate fa, dirigida per Davide Marengo i Marta Savina

### Millor sèrie de televisió - Dramedy
- Un professore 2, dirigida per Alessandro Casale
- Antonia (sèrie de televisió), dirigida per Chiara Malta
- Doc - Nelle tue mani, dirigida per Jan Maria Michelini, Nicola Abbatangelo, Matteo Oleotto
- Studio Battaglia, dirigida per Simone Spada
- Un amore, dirigida per Francesco Lagi

### Millor sèrie de televisió - Commedia
- Call My Agent - Italia, dirigida per Luca Ribuoli
- Gigolò per caso, dirigida per Eros Puglielli
- Non ci resta che il crimine - La Serie, dirigida per Massimiliano Bruno e Alessio Maria Federici
- Questo mondo non mi renderà cattivo, dirigida per Zerocalcare
- Vita da Carlo, dirigida per Carlo Verdone e Valerio Vestoso

### Millor telefilm
- Napoli milionaria dirigida per Luca Miniero
- Margherita delle stelle, dirigida per Giulio Base
- Raul Gardini, dirigida per Francesco Miccichè

### Millor actriu protagonista
- Isabella Ragonese - Il Re
- Claudia Pandolfi - Un'estate fa, Un professore
- Isabella Ragonese - Il Re
- Micaela Ramazzotti - Un amore

### Millor actor protagonista
- Michele Riondino - I leoni di Sicilia
- Stefano Accorsi - Un amore
- Alessio Boni - Il metodo Fenoglio - L'estate fredda, La lunga notte - La caduta del Duce
- Edoardo Leo - Il Clandestino – Un investigatore a Milano
- Luca Zingaretti - Il Re

### Millor actor no protagonista
- Giovanni Ludeno - Le indagini di Lolita Lobosco
- Giorgio Marchesi - Studio Battaglia, Vanina - Un vicequestore a Catania
- Vincenzo Nemolato - Supersex
- Pierpaolo Spollon - Blanca, Doc - Nelle tue mani
- Thomas Trabacchi - Studio Battaglia, Un professore

### Millor actriu no protagonista
- Linda Caridi - Supersex
- Michela Cescon - Blanca
- Ludovica Martino - Vita da Carlo
- Ottavia Piccolo - Un amore
- Carla Signoris - Monterossi - La serie

### Sèrie de televisió de l’any
- La Storia, dirigida per Francesca Archibugi

### Premis especials

#### Nastro de la legalitat - Sèrie
- Il clandestino, dirigida per Rolando Ravello

#### Nastro d'argento Especial - Protagonistes de l'any
- Sabrina Ferilli - Gloria
- Alessandro Borghi - Supersex
- Adriano Giannini - Supersex
- Gabriele Muccino - Call my Agent - Italia 2 i Vita da Carlo 2

#### Nastro d'argento Especial
- Marco Pontecorvo - Per Elisa - Il caso Claps
- Gianmarco Saurino - Per Elisa - Il caso Claps

#### Nastro d'argento SIAE pel guió
- Elisa Casseri - Antonia
- Carlotta Corradi - Antonia
- Chiara Martegiani - Antonia

#### Premi "Rivelazione dell'anno"
- Letizia Toni - Sei nell'anima
- Leo Gassmann - Califano

#### Premi Guglielmo Biraghi
- Giacomo Giorgio

#### Premi Nuovo IMAIE
- Giusy Buscemi - Vanina - Un vicequestore a Catania

#### Premi Fondazione Nobis - Sèrie
- I fantastici 5, dirigida per Alexis Sweet e Laszlo barbo

#### Premi Wella Professionals per la imatge
- Giusy Buscemi

#### Premi Italo
- Giacomo Giorgio

## Corti d'argento

### Ficció
- De l'amour perdu, dirigida per Lorenzo Quagliozzi
- Coupon. Il film della felicità, dirigida per Agostino Ferrente
- Dive, dirigida per Aldo Iuliano
- Il compleanno di Enrico, dirigida per Francesco Sassai
- Tilipirche, dirigida per Francesco Piras

### Animació
- The Meatseller, dirigida per Margherita Giusti
- Il corpo del mondo, dirigida per Simone Massi
- In una goccia, dirigida per Valeria Weerasinghe
- La notte, dirigida per Martina Generali, Simone Pratola i Francesca Sofia Rosso
- Oblivion, dirigida per Igor Imhoff

### Premis especials
- Corpo unico, dirigida per Mia Benedetta
- Dive, dirigida per Aldo Iuliano
- Chi spara per primo, dirigida per Emanuele Palamara
- Sognando Venezia, dirigida per Elisabetta Giannini
- We Should All Be Futurists, dirigida per Angela Norelli
- Il Giusto, dirigida per Davide Tromba
- Titanic, Suitable Version for Iranian Families, dirigida per Farnoosh Samadi - pel seu compromís amb la defensa dels drets negats a l'Iran

### Menció especial fora de la selecció
- Osas e le donne di Benin City, dirigida per Gabriele Gravagna

### Concurs "24 frame al secondo"
- La corsa, dirigida per Branimir Liguori

### Concurs "24 frame al secondo" - menció especial
- Voglio diventare deficiente, dirigida per Jacopo Conte
- Esterno/Interno, dirigida per Gianluca Pio

## Documental

### Cinema del reale
- Mur, dirigida per Kasia Smutniak
- Frammenti di un percorso amoroso, dirigida per Chloé Barreau
- Le mura di Bergamo, dirigida per Stefano Savona
- Kripton, dirigida per Francesco Munzi
- Sconosciuti puri, dirigida per Valentina Cicogna e Mattia Colombo

### Cinema, espectacle, cultura
- Io, noi e Gaber, dirigida per Riccardo Milani
- Enzo Jannacci - Vengo anch'io, dirigida per Giorgio Verdelli
- Kissing Gorbaciov, dirigida per Andrea Paco Mariani e Luigi D’Alife
- Profondo Argento, dirigida per Giancarlo Rolandi e Steve Della Casa
- Semidei, dirigida per Fabio Mollo e Alessandra Cataleta

### Documental sobre l’art
- Borromini e Bernini. Sfida alla perfezione, dirigida per Giovanni Troilo
- Jeff Koons. Un ritratto privato, dirigida per Pappi Corsicato
- Perugino. Rinascimento immortale, dirigida per Giovanni Piscaglia
- Regine di quadri, dirigida per Anna Testa
- Uomini e Dei. Le meraviglie del Museo Egizio, dirigida per Michele Mally

### Premis especials

#### Nastro d'argento de l'any documental
- Mario Martone - Laggiù qualcuno mi ama, Un ritratto in movimento. Omaggio a Mimmo Jodice

#### Nastro d'argento especial - Cinema del reale
- Un altro domani, dirigida per Silvio Soldini i Cristiana Mainardi
- Roma, santa e dannata, dirigida per Daniele Ciprì, Roberto D'Agostino i Marco Giusti

#### Millor docufilm
- Enigma Rol, dirigida per Anselma Dell'Olio

#### Menció especial
- Bosco Martese, dirigida per Fariborz Kamkari

#### Premi especial cultura
- Lucio Amelio, dirigida per Nicolangelo Gelormini
- Oceano Canada, dirigida per Andrea Andermann

#### Premi Valentina Pedicini
- About last year, dirigida per Dunja Lavecchia, Beatrice Surano i Morena Terranova

#### Nastro d'argento especial
- Edith Bruck - Edith

Nastro d'argento Especial - Protagonistes de l'any
- Monica Bellucci - Maria Callas: lettere e memorie